# Werner Forst
Werner Forst (ur. 21 grudnia 1892 w Magdeburgu, zm. 3 lutego 1971 w Wiesbaden) – generał porucznik Wehrmachtu. Odznaczony Krzyżem Rycerskim i Krzyżem Żelaznym.
W czasie II wojny światowej był dowódcą 293 Dywizji Piechoty i 106 Dywizji Piechoty.

## Kariera wojskowa
- Fähnrich (18 października 1911)[1]
- Leutnant (18 sierpnia 1912)[1]
- Oberleutnant (28 listopada 1917)[1]
- Hauptmann (1 lutego 1926)[1][2]
- Major (1 lipca 1934)[1]
- Oberstleutnant (1 października 1937)[1]
- Oberst (1 sierpnia 1939)[1]
- Generalmajor (1 lutego 1942)[1]
- Generalleutnant (1 stycznia 1943)[1]

## Odznaczenia
- Krzyż Żelazny (1914)
  - II klasy[2]
  - I klasy[2]
- Kawaler Orderu Hohenzollernów z mieczami na wstędze wojennej[2]
- Srebrna Odznaka za Rany[2]
- Order Zasługi Wojskowej IV klasy z mieczami (Bawaria)[2]
- Krzyż Zasługi Wojskowej III klasy z dekoracją wojenną (Austro-Węgry)[2]
- Krzyż Żelazny (1939)
  - II klasy
  - I klasy
- Krzyż Niemiecki w złocie
- Krzyż Rycerski z Liśćmi Dębu